# Lliga georgiana de futbol
L'Erovnuli Liga, anomenada des del 2019 Crystalbet Erovnuli Liga per motius de patrocini, és la màxima categora del sistema de lligues de futbol a Geòrgia i l'organitzen de forma conjunta la Lliga de Futbol Professional de Geòrgia i per la Federació Georgiana de Futbol.
Entre 1927 i 1989, la competició es disputà com un torneig regional integrat dins les categories de la lliga soviètica de futbol però el 1990, els uns quants clubs van abandonar el sistema soviètic i van formar la seva pròpia lliga que, des del 1992, té el reconeixement de la UEFA.

## Història
El primer campionat de futbol de Geòrgia es va disputar el 1927, quan l'actual país era una república socialista de la Unió Soviètica. Nou anys més tard, amb motiu de la creació de la Primera Divisió de la Unió Soviètica, el Dinamo Tbilissi va ser convidat com a equip representatiu de Geòrgia a la temporada de tardor de 1936.
Dins del sistema de lligues de l'URSS, l'anomenada Lliga de la RSS de Geòrgia era una divisió regional integrada a les categories inferiors, mentre que els millors clubs de la república podien accedir al sistema nacional. El Dinamo Tbilissi es va mantenir a la màxima categoria durant 51 temporades, va ser campió en dues edicions (1964 i 1978) i va arribar fins i tot a guanyar la Recopa d'Europa 1980-81. A més del Dinamo, quatre clubs més de Geòrgia van arribar a jugar almenys una temporada a la primera divisió soviiètica, el Torpedo Kutaisi, l'Spartak Tblisi, el Guria Lanchkhuti i el Lokomotivi Tbilisi.
El 1990, la recent creada Federació Georgiana de Futbol va conformar una lliga nacional a la qual es van sumar tots els clubs del país; un any després es va produir la dissolució de la URSS. La nova lliga georgiana es va anomenar Umaglesi Liga (en català, Lliga Superior). El Dinamo Tbilissi va guanyar la primera edició i també les nou següents però al segle XXI ja no ho van tenir tan fàcil gràcies a la irrupció del Torpedo Kutaisi, així com de nous clubs afavorits per inversors privats. Des del 1991 fins al 2016 el torneig es disputava al costat de la resta de lligues europees, des de tardor fins a primavera, però la temporada 2017 va passar a anomenar-se Erovnuli Lliga (en català, Lliga Nacional) i va adoptar un calendari que va des del març a finals d'any.

## Sistema de Competició
El primer classificat en acabar la lliga després de 36 jornades (4 voltes) es converteix en campió i participa a la primera ronda de classificació per a la Lliga de Campions de la UEFA de la següent temporada. Així mateix, el segon i el tercer de la lliga participen a la primera ronda de la Lliga Europa Conferència de la UEFA, així com el campió de Copa, que entra en competició directament a la segona ronda. Si el campió de Copa és un dels tres primers classirficats, el quart classificat és qui obté l'última plaça per a la Lliga Europa Conferència de la UEFA. D'altra banda, l'últim classificat baixa a la segona divisió i la seva plaça l'ocupa el campió de segona, mentre el penúltim y l'avantpenúltim juguen una promoció d'anada i tornada contra el segon i tercer classificats de segona, respectivament.

## Equips participants
Nombre d'equips que participaren en cada edició:
| - 1990 = 17 - 1991–1992 = 20 - 1992–1993 = 17 - 1993–1994 = 19 | - 1994–2000 = 16 - 2000–2004 = 12 - 2004–2005 = 10 - 2005–2006 = 16 | - 2006–2008 = 14 - 2008–2009 = 11 - 2009–2011 = 10 - 2011–2014 = 12 | - 2014–2016 = 16 - 2016–(Ag.-Des.) = 14 - 2017–Present = 10 |

### Participants a la temporada 2025
| Club                | Ciutat    | Estadi                     | Capacitat |
| ------------------- | --------- | -------------------------- | --------- |
| FC Dila Gori        | Gori      | Tengiz Burjanadze          | 5.000     |
| Dinamo Batumi       | Batumi    | Estadi Batumi              | 20 035    |
| SK Dinamo Tbilisi   | Tbilisi   | Borís Paichadze            | 54 550    |
| FC Gagra            | Gagra     | David Petriashvili         | 2.130     |
| FC Garegi 1960      | Sagarejo  | Estadi Central de Sagarejo | 2.000     |
| Iberia 1999         | Tbilisi   | Estadi Mikheil Mekshi      | 27.223    |
| Kolkheti 1913       | Poti      | Fazisi                     | 6.000     |
| Samgurali Tsqaltubo | Tsqaltubo | Estadi 26 de maig          | 3.500     |
| FC Telavi           | Telavi    | Givi Chokheli              | 12 000    |
| Torpedo Kutaisi     | Kutaisi   | Ramaz Shengelia            | 10.700    |

## Historial

### Campions durant l'època soviètica[6]
- 1927: Batumi XI
- 1928: Tbilisi XI
- 1929-35: no es disputà
- 1936: ZII Tbilisi
- 1937: FC Lokomotivi Tbilisi
- 1938: FC Dinamo Batumi
- 1939: Nauka Tbilisi
- 1940: FC Dinamo Batumi
- 1941-42: no es disputà
- 1943: ODKA Tbilisi
- 1944: no es disputà
- 1945: FC Lokomotivi Tbilisi
- 1946: Dinamo Kutaisi
- 1947: FC Dinamo Sokhumi
- 1948: FC Dinamo Sokhumi
- 1949: FC Torpedo Kutaisi
- 1950: TODO Tbilisi
- 1951: TODO Tbilisi
- 1952: TTU Tbilisi
- 1953: TTU Tbilisi
- 1954: TTU Tbilisi
- 1955: Dinamo Kutaisi
- 1956: Lokomotiv Tbilisi
- 1957: TTU Tbilisi
- 1958: TTU Tbilisi
- 1959: Metallurg Rustavi
- 1960: Imereti Kutaisi
- 1961: Guria Lanchkhuti
- 1962: Imereti Kutaisi
- 1963: Imereti Kutaisi
- 1964: IngurGES Zugdidi
- 1965: Tolia Tbilisi
- 1966: Guria Lanchkhuti
- 1967: Mertskhali Makharadze
- 1968: SKA Tbilisi
- 1969: Sulori Vani
- 1970: SKIF Tbilisi
- 1971: Guria Lanchkhuti
- 1972: Lokomotiv Samtredia
- 1973: Dinamo Zugdidi
- 1974: Metallurg Rustavi
- 1975: Magaroeli Chiatura
- 1976: SKIF Tbilisi
- 1977: Mziuri Gali
- 1978: Kolkheti 1913
- 1979: Metallurg Rustavi
- 1980: Meshakhte Tkibuli
- 1981: Meshakhte Tkibuli
- 1982: Mertskhali Makharadze
- 1983: Shadrevani-83 Tsqaltubo
- 1984: Metallurg Rustavi
- 1985: Shadrevani-83 Tsqaltubo
- 1986: Shevardeni Tbilisi
- 1987: Marchali Macharadze
- 1988: Kolkheti 1913
- 1989: Shadrevani-83 Tsqaltubo

### Campions des de la independència
- 1990:  Iberia Tbilisi (1)
- 1991:  Iberia Tbilisi (2)
- 1991-92:  Dinamo Tbilisi (3)
- 1992-93:  Dinamo Tbilisi (4)
- 1993-94:  Dinamo Tbilisi (5)
- 1994-95:  Dinamo Tbilisi (6)
- 1995-96:  Dinamo Tbilisi (7)
- 1996-97:  Dinamo Tbilisi (8)
- 1997-98:  Dinamo Tbilisi (9)
- 1998-99:  Dinamo Tbilisi (10)
- 1999-00:  Torpedo Kutaisi (1)
- 2000-01:  Torpedo Kutaisi (2)
- 2001-02:  Torpedo Kutaisi (3)
- 2002-03:  Dinamo Tbilisi (11)
- 2003-04:  WIT Georgia Tbilisi (1)
- 2004-05:  Dinamo Tbilisi (12)
- 2005-06:  Sioni Bolnisi (1)
- 2006-07:  FC Olimpi Rustavi (1)
- 2007-08:  Dinamo Tbilisi (13)
- 2008-09:  WIT Georgia Tbilisi (2)
- 2009-10:  FC Olimpi Rustavi (2)
- 2010-11:  FC Zestafoni (1)
- 2011-12:  FC Zestafoni (2)
- 2012-13:  Dinamo Tbilisi (14)
- 2013-14:  Dinamo Tbilisi (15)
- 2014-15:  Dila Gori (1)
- 2015-16:  Dinamo Tbilisi (16)
- 2016:  Samtredia (1)
- 2017:  Torpedo Kutaisi (4)
- 2018:  Saburtalo Tbilisi (1)
- 2019:  Dinamo Tbilisi (17)
- 2020:  Dinamo Tbilisi (18)
- 2021:  Dinamo Batumi (1)
- 2022:  Dinamo Tbilisi (19)
- 2023:  Dinamo Batumi (2)
- 2024:  Iberia 1999 (2)

### Palmarès
| Club                                | Títols | Subcampionats | Tercera Posició | Anys campió |
| ----------------------------------- | ------ | ------------- | --------------- | --- |
| SK Dinamo Tbilisi                   | 19     | 8             | 6               | 1990, 1991, 1992, 1993, 1994, 1995, 1996, 1997, 1998, 1999, 2003, 2005, 2008, 2013, 2014, 2016 (primavera), 2019, 2020, 2022 |
| FC Torpedo Kutaisi                  | 4      | 4             | 6               | 2000, 2001, 2002, 2017 |
| FC Dinamo Batumi                    | 2      | 5             | 2               | 2021, 2023 |
| FC WIT Georgia                      | 2      | 3             | 2               | 2004, 2009 |
| FC Zestafoni                        | 2      | 2             | 2               | 2011, 2012 |
| FC Olimpi Rustavi                   | 2      | –             | 3               | 2007, 2010 |
| FC Iberia 1999 (antic FC Saburtalo) | 2      | –             | 1               | 2018, 2024 |
| FC Samtredia                        | 1      | 2             | 1               | 2016 (tardor) |
| FC Dila Gori                        | 1      | 1             | 5               | 2015 |
| FC Sioni Bolnisi                    | 1      | 1             | 1               | 2006 |

### Descensos a Erovnuli Liga 2
| Temporada | Descens directe    | Descensos Play-Off        |
| --------- | ------------------ | ------------------------- |
| 2017      | Shukura Kobuleti   | Dinamo Batumi             |
| 2018      | Kolkheti 1913      | Samtredia                 |
| 2019      | WIT Georgia        | Sioni Bolnisi, FC Rustavi |
| 2020      | Merani Tbilisi     | Chikhura Sachkhere        |
| 2021      | Samtredia          | Shukura Kobuleti          |
| 2022      | Lokomotivi Tbilisi | Sioni Bolnisi             |
| 2023      | Shukura Kobuleti   | ---                       |
| 2024      | Samtredia          | ---                       |

## àxims golejadors
| Temporada | Jugador                                 | Club                                    | Gols |
| --------- | --------------------------------------- | --------------------------------------- | ---- |
| 1990      | Gia Guruli / Mamuka Pantsulaia          | Iberia Tbilisi / Gorda Rustavi          | 23   |
| 1991      | Otar Korgalidze                         | Guria Lanchkhuti                        | 14   |
| 1991–92   | Otar Korgalidze                         | Guria Lanchkhuti                        | 40   |
| 1992–93   | Merab Megreladze                        | Samgurali Tsqaltubo                     | 41   |
| 1993–94   | Merab Megreladze                        | Margveti Zestafoni                      | 31   |
| 1994–95   | Giorgi Daraselia                        | Kolkheti Poti                           | 26   |
| 1995–96   | Zviad Endeladze                         | Margveti Zestafoni                      | 40   |
| 1996–97   | Giorgi Demetradze / David Ujmajuridze   | Dinamo Tbilisi / Dinamo Batumi          | 26   |
| 1997–98   | Levan Khomeriki                         | Dinamo Tbilisi                          | 23   |
| 1998–99   | Mikheil Ashvetia                        | Dinamo Tbilisi                          | 26   |
| 1999–00   | Zurab Ionanidze                         | Torpedo Kutaisi                         | 25   |
| 2000–01   | Zaza Zirakishvili                       | Dinamo Tbilisi                          | 21   |
| 2001–02   | Suliko Davitashvili                     | Lokomotivi/Merani-91                    | 18   |
| 2002–03   | Zurab Ionanidze                         | Torpedo Kutaisi                         | 26   |
| 2003–04   | Suliko Davitashvili                     | Torpedo Kutaisi                         | 20   |
| 2004–05   | Levani Melkadze                         | Dinamo Tbilisi                          | 27   |
| 2005–06   | Jaba Dvali                              | Dinamo Tbilisi                          | 21   |
| 2006–07   | Sandro Iashvili                         | Dinamo Tbilisi                          | 27   |
| 2007–08   | Mikheil Khutsishvili                    | Dinamo Tbilisi                          | 16   |
| 2008–09   | Nikoloz Gelashvili                      | Zestafoni                               | 20   |
| 2009–10   | Anderson Aquino                         | Metalurgi Rustavi                       | 26   |
| 2010–11   | Nikoloz Gelashvili                      | Zestafoni                               | 18   |
| 2011–12   | Jaba Dvali                              | Zestafoni                               | 20   |
| 2012–13   | Xisco                                   | Dinamo Tbilisi                          | 24   |
| 2013–14   | Xisco                                   | Dinamo Tbilisi                          | 19   |
| 2014–15   | Irakli Modebadze                        | Dila Gori                               | 16   |
| 2015–16   | Giorgi Kvilitaia                        | Dinamo Tbilisi                          | 24   |
| 2016      | Budu Zivzivadze                         | Samtredia                               | 11   |
| 2017      | Irakli Sikharulidze                     | Lokomotivi Tbilisi                      | 25   |
| 2018      | Giorgi Gabedava Budu Zivzivadze         | Chikhura Sachkhere Dinamo Tbilisi       | 22   |
| 2019      | Levan Kutalia                           | Dinamo Tbilisi                          | 20   |
| 2020      | Mykola Kovtalyuk                        | Dila Gori                               | 10   |
| 2021      | Zoran Marušić                           | Dinamo Tbilisi                          | 16   |
| 2022      | Flamarion                               | Dinamo Batumi                           | 19   |
| 2023      | Flamarion Zoran Marušić Zurab Museliani | Dinamo Batumi Dinamo Tbilisi F.C. Gagra | 17   |
| 2024      | Bjørn Johnsen                           | Torpedo Kutaisi                         | 23   |